# Comitetul Paralimpic Român
Comitetul Paralimpic Român (CPR), sau Comitetul Paralimpic și Sportiv din România, sau Comitetul Național Paralimpic din România pentru mișcarea Jocurilor Paralimpice, a fost fondat în România în anul 2001 și este membru al Comitetului Paralimpic Internațional⁠(d) (IPC) și al Comitetului executiv al Comitetului Național Olimpic și Sportiv Român.

## Istoric
În decembrie 1990, un grup de inițiativă format din persoane cu afinități pentru activitatea sportivă a persoanelor cu dizabilități s-a constituit în grupul fondatorilor Federației Române a Sportului pentru Handicapați.Membrii acestui grup au fondat federația care s-a constituit prin ordinul ministrului tineretului, funcționând în mod obștesc în cadrul „Direcției Sportul pentru Toți”.
În anul 2001 s-a reglementat statutul juridic al federației în baza Legii nr.69 din 2000, aceasta zicea ca toate celelalte federații naționale sportive, să devine persoană juridică de drept privat și de utilitate publică.
La acea vreme s-a folosit denumirea de Federației Române a Sportului pentru Persoane cu Handicap, iar din 2009 s-a aprobat schimbarea denumirii în Comitetul Național Paralimpic iar în afara țării denumirea sa este: National Paralympic Committee, Romania.

## Sportul
Sport este mijlocul ideal de integrare în societate, acesta oferă posibilitatea de a realiza o carieră sportivă.
Sportul este cea mai bună modalitate de a dovedi că persoanele cu dizabilități sunt capabile să realizeze aceleași lucruri ca persoanele valide, dar într-o altă manieră.
Primele competiții sportive paralimpice au avut loc în 1948 și s-au desfășurat în paralel cu Jocurile Olimpice la care  au participat sportivii în scaun rulant. După anul 1960 acestea au început să se organizeze regulat pe următoarele discipline sportive: arc, atletism, ciclism, călărie, fotbal, judo, haltere, canotaj, caiac, tir sportiv, înot, tenis de masă, volei, baschet specific persoanelor cu dizabilități, scrimă, rugby și tenis de câmp. Există și Jocuri Paralimpice de iarnă, printre care: schiul alpin, hocheiul pe gheață.

## Obiective
- promovarea sportului paralimpic fără nici o discriminare în România, pentru a oferi oportunități și acces tuturor persoanelor cu diferite tipuri de dizabilități;
- încurajarea tinerilor cu dizabilități de a practica un sport deoarece prin asta se îmbunătățește starea de sănătate și puterea de concentrare;
- crearea unei echipe paralimpice cu care România să se mândrească;
- punerea la dispoziție a facilităților accesibile pentru toți sportivii cu dizabilități din România;
- promovarea principiilor de bază ale eticii de FairPlay pentru toate persoanele[6].

## Jocuri Paralimpice

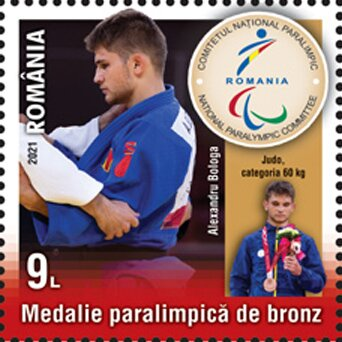
Timbru Alex Bologa - medalie de bronz 2021 - România

România a participat la o serie de Jocuri Paralimpice de vară, iarnă, europene și altele la nivel internațional, iar sportivii paralimpici au dovedit chiar dacă au avut  probleme de dizabilitate aceștia prin muncă și ambiție au avut rezultate remarcabile.

## Vezi și
- România la Jocurile Paralimpice
- Jocurile Paralimpice de vară
- Parasporturi
- Special Olimpics
- Sporturi paralimpice
- Sportul în România